# Theridula albonigra
Theridula albonigra là một loài nhện trong họ Theridiidae.
Loài này thuộc chi Theridula. Theridula albonigra được Lodovico di Caporiacco miêu tả năm 1949.